# Episodi di The Practice - Professione avvocati (settima stagione)
La settima stagione della serie televisiva The Practice - Professione avvocati è composta da 22 episodi ed è stata trasmessa negli Stati Uniti sul canale ABC dal 29 settembre 2002 al 5 maggio 2003.
In Italia è stata trasmessa da Rai 2 dal 6 agosto 2007 al 22 dicembre 2007.
| nº | Titolo originale               | Titolo italiano               | Prima TV USA      | Prima TV Italia   |
| -- | ------------------------------ | ----------------------------- | ----------------- | ----------------- |
| 1  | Privilege                      | Segreto professionale         | 29 settembre 2002 | 6 agosto 2007     |
| 2  | Convictions                    | L'ultima chance               | 6 ottobre 2002    | 13 agosto 2007    |
| 3  | Of Thee I Sing                 | Salviamo Lindsay              | 13 ottobre 2002   | 20 agosto 2007    |
| 4  | The Cradle Will Rock           | I diritti di un bambino       | 20 ottobre 2002   | 27 agosto 2007    |
| 5  | Neighboring Species            | Centro di ricerca             | 27 ottobre 2002   | 3 settembre 2007  |
| 6  | The Telltale Nation            | Crisi spirituale              | 3 novembre 2002   | 10 settembre 2007 |
| 7  | Small Sacrifices               | Prove insufficienti           | 17 novembre 2002  | 15 settembre 2007 |
| 8  | Bad to Worse                   | Di male in peggio             | 1º dicembre 2002  | 17 settembre 2007 |
| 9  | The Good Fight                 | Crisi di coscienza            | 8 dicembre 2002   | 22 settembre 2007 |
| 10 | Silent Partners                | La legge al di sopra di tutto | 15 dicembre 2002  | 29 settembre 2007 |
| 11 | Down the Hatch                 | Un ragazzo come tanti         | 27 dicembre 2002  | 6 ottobre 2007    |
| 12 | Final Judgement                | Ultimo appello                | 3 febbraio 2003   | 13 ottobre 2007   |
| 13 | Character Evidence             | Una buona reputazione         | 10 febbraio 2003  | 20 ottobre 2007   |
| 14 | The Making of a Trial Attorney | Atto d'accusa                 | 3 marzo 2003      | 27 ottobre 2007   |
| 15 | Choirboys                      | Faccia d'angelo               | 10 marzo 2003     | 3 novembre 2007   |
| 16 | Special Deliveries             | Il corriere                   | 24 marzo 2003     | 10 novembre 2007  |
| 17 | Burnout                        | Una vecchia fiamma            | 24 marzo 2003     | 24 novembre 2007  |
| 18 | Capitol Crimes                 | Salvate mio figlio            | 31 marzo 2003     | 1º dicembre 2007  |
| 19 | Les Is More                    | Reality show                  | 7 aprile 2003     | 8 dicembre 2007   |
| 20 | Heroes and Villains            | Eroi e malvagi                | 20 aprile 2003    | 15 dicembre 2007  |
| 21 | Baby Love                      | Amore materno                 | 5 maggio 2003     | 21 dicembre 2007  |
| 22 | Goodbye                        | L'inganno                     | 5 maggio 2003     | 22 dicembre 2007  |